# Ginevet
Ginevet (en arménien Գինեվետ ) est une communauté rurale du marz d'Ararat en Arménie. En 2008, elle compte 686 habitants.